# Irina Aleksandrovna Romanova
Irina Aleksandrovna Romanova (in russo Княжна Ирина Александровна Романова?; reggia di Peterhof, 15 luglio 1895, 3 luglio del calendario giuliano – Parigi, 26 febbraio 1970) nata principessa di Russia, fu principessa Jusupova e contessa di Sumarokov-Elston, come consorte del principe Feliks Feliksovič Jusupov.

## Famiglia d'origine

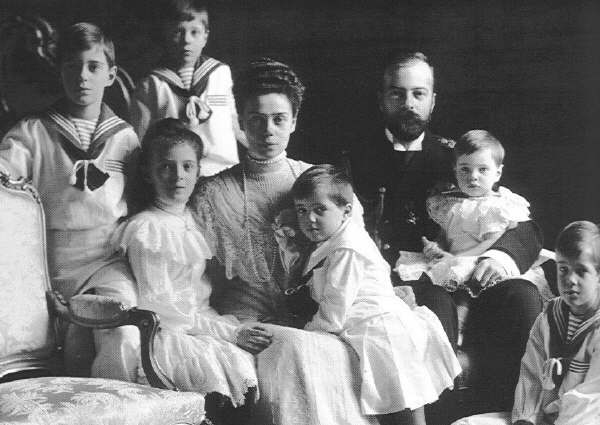
Xenia, Sandro e i loro figli.

Irina era la maggiore di sette fratelli. Suo padre era il granduca Aleksandr Michajlovič Romanov (1866-1933), figlio del granduca Michail Nikolaevič Romanov (1832-1909) e della sua consorte Ol'ga Fëdorovna nata Cecilia di Baden (1839-1891), la madre era Ksenija Aleksandrovna Romanova (1875-1960), figlia dello zar Alessandro III di Russia (1845-1894) e della zarina Marija Fёdorovna nata Dagmar di Danimarca (1847-1928).
Fin da giovane Irina era considerata una delle donne più desiderabili nella Russia imperiale. La sua famiglia trascorse lunghi periodi nel sud della Francia dall'inizio del 1906, per i disaccordi politici che opponevano suo padre, il granduca Aleksandr Michajlovič, alla politica dello Zar; il Granduca inoltre aveva una relazione extraconiugale (come in futuro ne avrebbe avute anche la figlia) con una donna del luogo e chiese alla moglie il divorzio, che lei gli negò.
I genitori di Irina provarono a nascondere la loro unione infelice ai loro sette figli e Irina, una ragazza timida e taciturna con profondi occhi azzurri e capelli scuri, ebbe comunque un'infanzia felice. Era spesso chiamata con la versione francese o inglese del suo nome, Irène, se non "Baby Rina": i Romanov, influenzati molto dal francese e dall'inglese, che parlavano meglio del russo, usavano sovente le versioni francesi o inglesi dei loro nomi per distinguersi gli uni dagli altri.

## Matrimonio

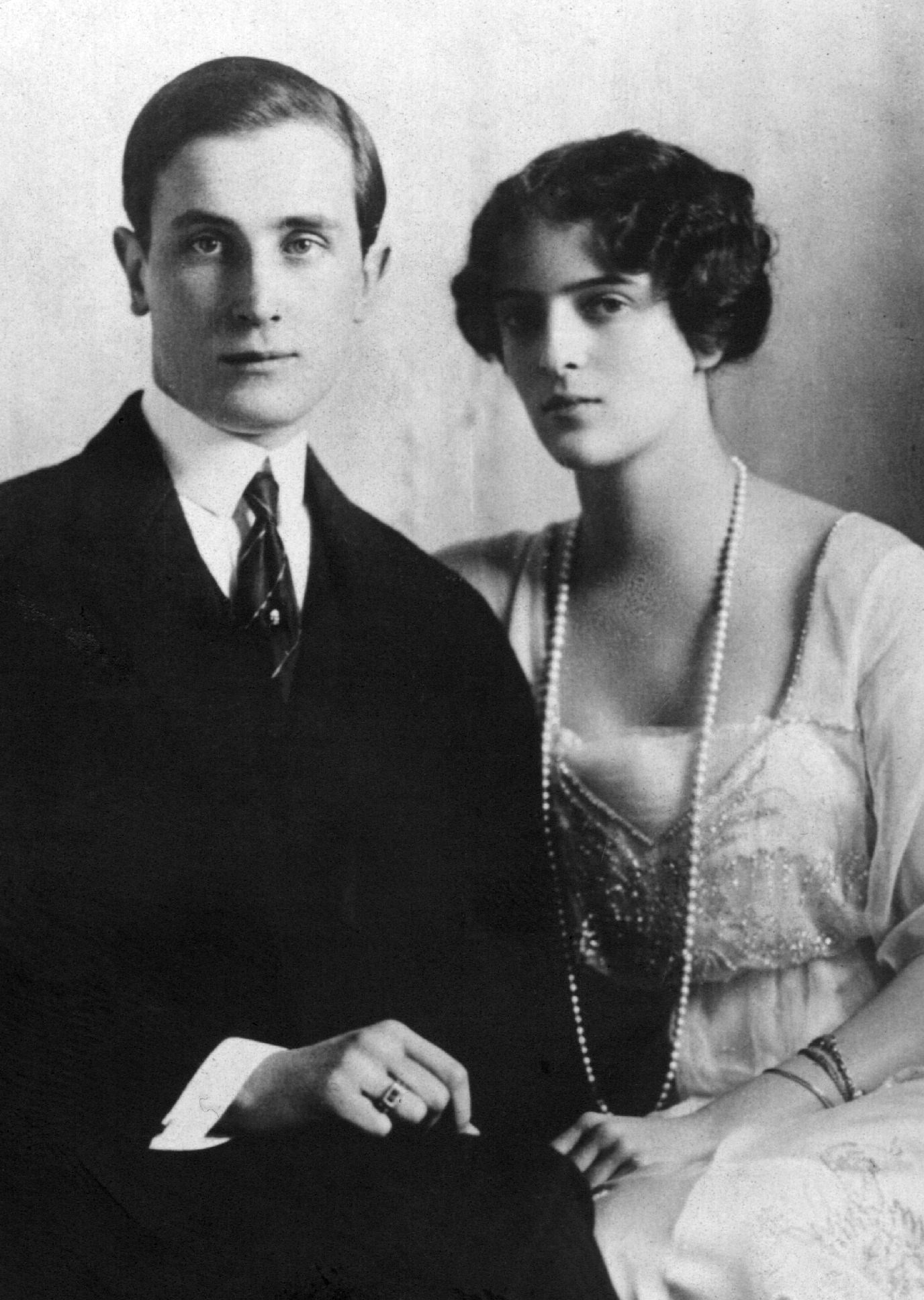
Feliks Feliksovič ed Irina Aleksandrovna

Il primo incontro tra Irina ed il suo futuro marito, il principe Feliks Feliksovič Jusupov (1887-1967), fu del tutto casuale, come egli ricordò nelle sue memorie: «Un giorno, mentre cavalcavo, incontrai una ragazza molto bella accompagnata da una signora anziana. I nostri occhi si incontrarono ed ella mi fece una tale impressione che io frenai il mio cavallo per guardarla fisso mentre ella camminava via.» Tempo dopo, nel 1910, venne chiamato dal granduca Aleksandr e dalla granduchessa Xenia e fu felice di scoprire che la ragazza che aveva visto durante quella cavalcata era la loro figlia: «Quella volta ebbi abbastanza tempo per ammirare la bellezza meravigliosa della ragazza che doveva infine diventare mia moglie e compagna per tutta la vita. Aveva bellissimi tratti, raffinati come quelli di un cameo ed assomigliava molto al padre.» Egli rimase profondamente colpito dalla bellezza simile a quella di un'icona della giovane Irina, nonostante le proprie tendenze alla bisessualità, che gli facevano pensare di non essere "portato per il matrimonio".
Il principe Feliks infatti era un uomo pieno di contraddizioni: erede della più grande fortuna della Russia imperiale, figlio del conte Feliks Feliksovič Sumarokov-Ėl'ston (1859-1928) e di Zinaida Nikolaevna Jusupova (1861-1939), due persone estremamente avare, amava vestirsi da donna ed era platealmente bisessuale, con grande scandalo della società, ma era anche sinceramente religioso, tanto da aiutare economicamente chi era in difficoltà finché le sue possibilità economiche glielo permisero. Ad un certo punto, in uno slancio di entusiasmo, meditò di abbandonare il mondo e dare tutte le sue sostanze ai poveri ad imitazione della granduchessa vedova Elizaveta Fëdorovna, che aveva compiuto questo gesto dopo l'omicidio del marito Sergej: «Le idee di Feliks sono del tutto rivoluzionarie» disse disapprovandolo la zarina Alessandra Feodorovna Alla fine fu persuaso a non dare via le sue sostanze dalla madre, Zenaida, che gli ricordò aveva il dovere di sposarsi e di continuare la stirpe, poiché era l'unico erede della famiglia. Quest'uomo, che avrebbe in seguito ucciso Rasputin, provava anche un sincero orrore per il sangue e la violenza della guerra.
Ampliò la conoscenza con Irina nel 1913 e fu ancora più preso da lei: «Era molto timida e riservata, il che aggiungeva un certo mistero al suo fascino… A poco a poco Irina divenne meno timida. Inizialmente i suoi occhi erano più eloquenti della sua conversazione ma, quando divenne più espansiva, ho imparato ad ammirare l'entusiasmo della sua intelligenza e del suo buonsenso. Non le nascosi nulla della mia vita passata e lei, ben lontano da lasciarsi turbare da ciò che le avevo rivelato, mi mostrò una grande tolleranza e comprensione.» Jusupov scrisse che Irina, forse perché era cresciuta con così tanti fratelli, non fece uso ne di quegli stratagemmi ne di mancanza di onestà che gli avevano impedito di avere relazioni con le altre donne.
Se Irina era a conoscenza del passato del fidanzato, non lo era invece la sua famiglia. Quando i suoi genitori e in particolare la nonna, l'Imperatrice Vedova Maria Feodorovna vennero a conoscenza delle voci su Feliks, vollero bloccare il matrimonio. La maggior parte delle storie che sentirono provenivano dal granduca Dmitrij Pavlovič primo cugino di Xenia e Nicola II in quanto figlio del granduca Pavel, fratello minore di Alessandro III. Il giovane Dmitrij era stato prima amico e poi amante di Feliks, il quale molto abilmente riuscì persuadere la famiglia imperiale ad addolcirsi e ad acconsentire alle nozze.
Il 22 febbraio 1914 si sposarono: fu il matrimonio dell'anno e l'ultimo grande evento della società russa prima della guerra. Irina portava un vestito contemporaneo invece del vestito da corte tradizionale con cui si erano sposate le altre Romanov, poiché era una principessa della Casa Imperiale e non una granduchessa; indossava anche una tiara con diamanti e cristalli di rocca commissionata a Cartier e un velo appartenuto a Maria Antonietta. Gli ospiti rimasero affascinati dalla coppia: «Che coppia stupefacente - erano così attraenti. Che portamento! Che portamento!» disse un ospite Irina fu portata all'altare dallo zio, lo zar Nicola II, che le donò un sacchetto con ventinove diamanti non tagliati, dai tre ai sette carati. Irina e Feliks ricevettero inoltre un grande assortimento di gemme preziose da parte degli altri invitati, e con queste, che riuscirono a trafugare dopo la Rivoluzione d'ottobre, vissero durante la loro vita d'esuli.

## Prima guerra mondiale
Gli Jusupov trascorsero la loro luna di miele in Europa e in Medio Oriente, quando la prima guerra mondiale esplose. Per un breve periodo furono trattenuti a Berlino dopo lo scoppio di ostilità e Irina chiese alla sua prima cugina, la moglie del principe ereditario Cecilia di Meclemburgo-Schwerin di intervenire presso il suocero, il Kaiser Guglielmo II di Germania, il quale si rifiutò di lasciarli andare, ma offrì loro tre delle sue proprietà nel paese dove poter trascorrere il periodo della guerra. Il padre di Feliks fece appello all'ambasciatore spagnolo ed ottenne il permesso perché potessero tornare in Russia.
Feliks trasformò un'ala della sua residenza, il Palazzo Jusupov sul canale Mojka in un ospedale per i soldati feriti e si rifiutò di evitare il servizio militare approfittando di una legge che esentava i figli unici dal servire in guerra: entrò nel corpo dei Cadetti e seguì il corso di formazione per ufficiali, ma non aveva affatto intenzione di entrare a far parte di un reggimento. La cugina prima di Irina, la granduchessa Olga, che le era stata molto legata quando erano ragazze, provava sdegno per il suo comportamento e scrisse così a suo padre lo zar Nicola, il 5 marzo 1915, dopo una visita alla coppia: «Feliks è un civile fatto e finito, vestito tutto in marrone, camminava su e giù per la stanza, cercando in alcuni scaffali con gli scomparti e virtualmente non facente niente; dà un'impressione assolutamente sgradevole - un uomo che se ne sta con le mani in mano la maggior parte del tempo».
L'unica figlia di Irina e Feliks, la principessa Irina Feliksovna Jusupova, soprannominata Bebè, nacque il 21 marzo 1915 e il padre scrisse «Non dimenticherò mai la mia felicità quando sentii il primo strillo della bambina». Irina, che amava il proprio nome, volle passarlo alla figlia; la nonna Xenia era così preoccupata per il parto che la zarina Alessandra, in un raro momento di umorismo, osservò che sembrava fosse lei, Xenia, a dover partorire, invece che Irina.

## L'omicidio di Rasputin

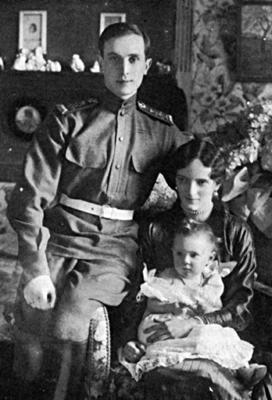
Feliks e Irina con Bebè nel 1916.

Sia Feliks che Irina erano informati delle piccanti voci circa la relazione tra Rasputin e la famiglia imperiale, e sul peggioramento della situazione politica che stava portando a sempre maggiori tumulti, proteste politiche e violenza. Jusupov, con altri nobili cospiratori tra cui il granduca Dmitrij Pavlovič, decisero che il monaco andava ucciso prima che distruggesse la Russia. Feliks iniziò a fare frequenti visite a Rasputin nel tentativo di guadagnarsene la fiducia: si pensa che dicesse al monaco che aveva bisogno della sua assistenza per domare i propri impulsi omosessuali e godere di un matrimonio felice con Irina o, alternativamente, che fosse Irina ad aver bisogno delle cure di Rasputin.
Il 16 dicembre 1916, la notte dell'omicidio, Feliks invitò Rasputin nella sua residenza al Palazzo Jusupov dicendogli che ci sarebbe stata anche Irina, che desiderava incontrarlo; l'uomo aveva espresso molte volte il desiderio di conoscere la bellissima principessa ventunenne; ella in realtà si trovava in Crimea. La donna sapeva che il marito voleva uccidere Rasputin e può darsi che all'inizio volesse partecipare all'omicidio: Feliks infatti le scrisse «Anche tu devi prenderci parte. Dm [itrij] Pavl [ovic] sa tutto e ci sta aiutando. Tutto avverrà verso la metà di dicembre, quando Dm[trij] ritorna.» Alla fine di novembre 1916 Irina scrisse a Feliks: «Grazie per la tua folle lettera. Non ne ho capito la metà. Vedo che stai progettando qualcosa di selvaggio. Per piacere stai attento e non metterti in mezzo a qualche affare oscuro. La cosa più sporca è che avete deciso tutto senza di me. Io non vedo come possa parteciparvi adesso, dal momento che è già tutto pronto … in una parola, sta' attento. Vedo dalla tua lettera che sei selvaggiamente entusiasta e pronto a scalare ogni muro … Sarò a Pietrogrado il 12 od il 13, quindi non fare nulla senza di me».
Feliks rispose il 27 novembre 1916: «La tua presenza a metà dicembre è essenziale. Il programma che ti sto scrivendo è stato elaborato nei dettagli e per tre quarti è fatto, manca solo il finale, e per quello il tuo arrivo è atteso. [L'omicidio] è l'unico modo di salvare la situazione che è quasi disperata… tu servirai da esca … naturalmente, non una parola con nessuno.» Una spaventata Irina si ritirò improvvisamente dal piano il 3 dicembre 1916. «So che se vengo, certamente cadrò ammalata… non sai come le cose vanno con me. Voglio gridare continuamente. Il mio umore è terribile. Non sono mai stata così prima … Io non so cosa sarà di me. Non portarmi a Pietrogrado. Vieni invece tu qui. Perdonami, mio caro, per averti scritto tali cose. Ma io non posso più andare oltre, non so cosa mi stia accadendo. Nevrastenia, credo. Non essere arrabbiato con me, ti prego, non essere arrabbiato. Ti amo terribilmente. Non posso vivere senza di te. Che Iddio ti protegga.»
Di nuovo, il 9 dicembre 1916, mise in guardia il marito, riportandogli una conversazione, che riteneva un presentimento, avuto con la loro bambina di quasi due anni: «Qualcosa di incredibile è capitato con Bebè. Un paio di notti fa lei non prendeva sonno e continuava a ripetere "Guerra, tata, guerra!" Il giorno dopo le fu chiesto: "Guerra o pace ?" e rispose "Guerra !" Il giorno dopo ancora le ho detto di dire pace: mi ha guardato e mi ha detto "Guerra !". è molto strano».
Le richieste di Irina furono vane: il marito e i congiurati andarono avanti con il programma senza di lei. Dopo l'omicidio di Rasputin lo Zar esiliò Jusupov e Dmitrij, il primo a Rakitnoe, una remota proprietà di famiglia nella provincia centrale della Russia, il Kursk, l'altro a combattere sul fronte persiano. Sedici membri della famiglia firmarono una lettera che chiedeva allo Zar di riconsiderare la sua decisione tenendo conto della debole salute di Dmitrij, ma Nicola II rifiutò di prendere in considerazione la petizione, e la rimandò al mittente con un'annotazione in calce: «Nessuno ha il diritto di sulla base del proprio giudizio. So che a molti dei firmatari rimorde la coscienza, poiché Dmitrij Pavlovich non è l'unico implicato in questa faccenda. Sono stupito che mi abbiate mandato questa lettera.»
Il padre di Irina, Sandro, visitò la coppia a Rakitnoe nel febbraio 1917 e li trovò di umore complessivamente accettabile. Feliks ancora sperava che lo Zar e il governo rispondessero alla morte di Rasputin iniziando una serie di azioni politiche che smorzassero la sempre crescente agitazione: per questo impedì alla moglie di tornare dalla madre a Pietrogrado, ritenendo quella città pericolosa. In effetti lo Zar abdicò a marzo, cadde la monarchia e la sua famiglia fu posta agli arresti domiciliari e in seguito sterminata dai bolscevichi a Ekaterinburg il 17 luglio 1918. La decisione di esiliare Feliks e Dmitrij permise loro di essere tra i pochi membri della famiglia Romanov a salvarsi dopo la Rivoluzione d'ottobre.

## Esilio
In seguito alla Rivoluzione di Febbraio del 1917 Irina, Feliks e la bambina si trasferirono ad Ai Todor, proprietà estiva del padre di lei.; alla donna fu consentito di rimanere libera, diversamente da molti dei suoi parenti, perché aveva perso i diritti al trono sposando Feliks; tuttavia vivevano in una condizione di incertezza costante, soprattutto dopo la Rivoluzione d'ottobre e gli arresti seguenti della ex famiglia imperiale, che sarebbero terminati con molteplici massacri. In Crimea, poté fuggire dalla Russia con i fratelli e altri membri sopravvissuti della famiglia imperiale a bordo della nave britannica HMS Marlborough il 7 aprile 1919. A bordo Feliks si vantò pubblicamente dell'omicidio di Rasputin mentre sulla nave uno degli ufficiali britannici notò che Irina sembrava «timida e schiva alla prima impressione, ma bastava prendere un po' di confidenza con quella piccola deliziosa ragazza per rompere la sua riservatezza e scoprire che era inoltre molto affascinante e parlava inglese fluentemente.»
In esilio Irina e Feliks vissero meglio della maggior parte degli altri emigrati russi. Per un certo tempo gestirono una casa di moda di nome IRFE, dalle iniziali dei loro nomi e, in seguito, coi proventi di una causa vinta nel 1934 contro la MGM per un film del 1928, Rasputin e l'imperatrice, dove si vede il lussurioso monaco sedurre l'unica nipote dello zar, chiamata "Principessa Natasha" nella pellicola. Feliks inoltre scrisse le proprie memorie e continuò ad essere sia celebrato sia infamato come l'uomo che aveva assassinato Rasputin. La loro figlia, cresciuta per gran parte del tempo dai nonni paterni fino ai nove anni, si rovinò tornando a vivere dai genitori. La sua educazione priva di punti fermi la rese capricciosa, secondo il padre: Feliks e Irina erano inadatti a gestire le difficoltà giornaliere del crescere una figlia, la quale adorava il padre, ed ebbe un rapporto più distaccato con la madre.
Irina e Feliks, vicini l'uno all'altra come invece non furono con la figlia, ebbero un matrimonio felice durato oltre mezzo secolo: morto lui nel 1967, lei lo seguì appena tre anni dopo.

## Ascendenza
|                                   |                             |                                  | Genitori                                                           |  |  | Nonni |  |  | Bisnonni              |  |  | Trisnonni             |  |
|                                   |                             |                                  |                                                                    |  |  |       |  |  | 8. Nicola I di Russia |  |  | 16. Paolo I di Russia |  |
|                                   |                             |                                  |                                                                    |  |  |       |  |  | 8. Nicola I di Russia |  |  | 16. Paolo I di Russia |  |
|                                   |                             | 17. Sofia Dorotea di Württemberg |                                                                    |  |  |       |  |  | 8. Nicola I di Russia |  |  |                       |  |
| 4. Michail Nikolaevič Romanov     |                             |                                  |                                                                    |  |  |       |  |  | 8. Nicola I di Russia |  |  |                       |  |
|                                   |                             | 9. Carlotta di Prussia           | 18. Federico Guglielmo III di Prussia                              |  |  |       |  |  |                       |  |  |                       |  |
|                                   |                             | 9. Carlotta di Prussia           | 18. Federico Guglielmo III di Prussia                              |  |  |       |  |  |                       |  |  |                       |  |
|                                   |                             | 9. Carlotta di Prussia           | 19. Luisa di Meclemburgo-Strelitz                                  |  |  |       |  |  |                       |  |  |                       |  |
| 2. Aleksandr Michajlovič Romanov  |                             | 9. Carlotta di Prussia           |                                                                    |  |  |       |  |  |                       |  |  |                       |  |
|                                   |                             | 10. Leopoldo di Baden            | 20. Carlo Federico di Baden                                        |  |  |       |  |  |                       |  |  |                       |  |
|                                   |                             | 10. Leopoldo di Baden            | 20. Carlo Federico di Baden                                        |  |  |       |  |  |                       |  |  |                       |  |
|                                   |                             | 10. Leopoldo di Baden            | 21. Luisa Carolina di Hochberg                                     |  |  |       |  |  |                       |  |  |                       |  |
| 5. Cecilia di Baden               |                             | 10. Leopoldo di Baden            |                                                                    |  |  |       |  |  |                       |  |  |                       |  |
|                                   |                             | 11. Sofia Guglielmina di Svezia  | 22. Gustavo IV Adolfo di Svezia                                    |  |  |       |  |  |                       |  |  |                       |  |
|                                   |                             | 11. Sofia Guglielmina di Svezia  | 22. Gustavo IV Adolfo di Svezia                                    |  |  |       |  |  |                       |  |  |                       |  |
|                                   |                             | 11. Sofia Guglielmina di Svezia  | 23. Federica di Baden                                              |  |  |       |  |  |                       |  |  |                       |  |
| 1. Irina Aleksandrovna Romanova   |                             | 11. Sofia Guglielmina di Svezia  |                                                                    |  |  |       |  |  |                       |  |  |                       |  |
|                                   | 12. Alessandro II di Russia | 24. Nicola I di Russia (= 8)     |                                                                    |  |  |       |  |  |                       |  |  |                       |  |
|                                   | 12. Alessandro II di Russia | 24. Nicola I di Russia (= 8)     |                                                                    |  |  |       |  |  |                       |  |  |                       |  |
|                                   | 12. Alessandro II di Russia | 25. Carlotta di Prussia (= 9)    |                                                                    |  |  |       |  |  |                       |  |  |                       |  |
| 6. Alessandro III di Russia       | 12. Alessandro II di Russia |                                  |                                                                    |  |  |       |  |  |                       |  |  |                       |  |
|                                   |                             | 13. Maria d'Assia-Darmstadt      | 26. Luigi II d'Assia                                               |  |  |       |  |  |                       |  |  |                       |  |
|                                   |                             | 13. Maria d'Assia-Darmstadt      | 26. Luigi II d'Assia                                               |  |  |       |  |  |                       |  |  |                       |  |
|                                   |                             | 13. Maria d'Assia-Darmstadt      | 27. Guglielmina di Baden                                           |  |  |       |  |  |                       |  |  |                       |  |
| 3. Ksenija Aleksandrovna Romanova |                             | 13. Maria d'Assia-Darmstadt      |                                                                    |  |  |       |  |  |                       |  |  |                       |  |
|                                   |                             | 14. Cristiano IX di Danimarca    | 28. Federico Guglielmo di Schleswig-Holstein-Sonderburg-Glücksburg |  |  |       |  |  |                       |  |  |                       |  |
|                                   |                             | 14. Cristiano IX di Danimarca    | 28. Federico Guglielmo di Schleswig-Holstein-Sonderburg-Glücksburg |  |  |       |  |  |                       |  |  |                       |  |
|                                   |                             | 14. Cristiano IX di Danimarca    | 29. Luisa Carolina d'Assia-Kassel                                  |  |  |       |  |  |                       |  |  |                       |  |
| 7. Dagmar di Danimarca            |                             | 14. Cristiano IX di Danimarca    |                                                                    |  |  |       |  |  |                       |  |  |                       |  |
|                                   |                             | 15. Luisa d'Assia-Kassel         | 30. Guglielmo d'Assia-Kassel                                       |  |  |       |  |  |                       |  |  |                       |  |
|                                   |                             | 15. Luisa d'Assia-Kassel         | 30. Guglielmo d'Assia-Kassel                                       |  |  |       |  |  |                       |  |  |                       |  |
|                                   |                             | 15. Luisa d'Assia-Kassel         | 31. Luisa Carlotta di Danimarca                                    |  |  |       |  |  |                       |  |  |                       |  |
|                                   |                             | 15. Luisa d'Assia-Kassel         |                                                                    |  |  |       |  |  |                       |  |  |                       |  |